# Six Flags Great Adventure
 Six Flags Great Adventure er en forlystelsespark i Jackson Township, New Jersey, USA.
Den har 12 rutsjebaner i stor størrelse og en masse andre forlystelser. Den ejes af verdens største operatør af forlystelsesparker Six Flags, der har hovedkontor i New York City. Parken kan prale af at være indehaver af verdens højeste rutsjebane Kingda Ka.